# Drujne, Kalînivka
Drujne (în ucraineană Дружне) este o comună în raionul Kalînivka, regiunea Vinnița, Ucraina, formată numai din satul de reședință.

## Demografie
Componența lingvistică a satului Drujne
     Ucraineană (98,73%)
     Rusă (1,27%)
Conform recensământului din 2001, majoritatea populației satului Drujne era vorbitoare de ucraineană (98,73%), existând în minoritate și vorbitori de rusă (1,27%).